# ستوژیتسه (جمهوری چک)

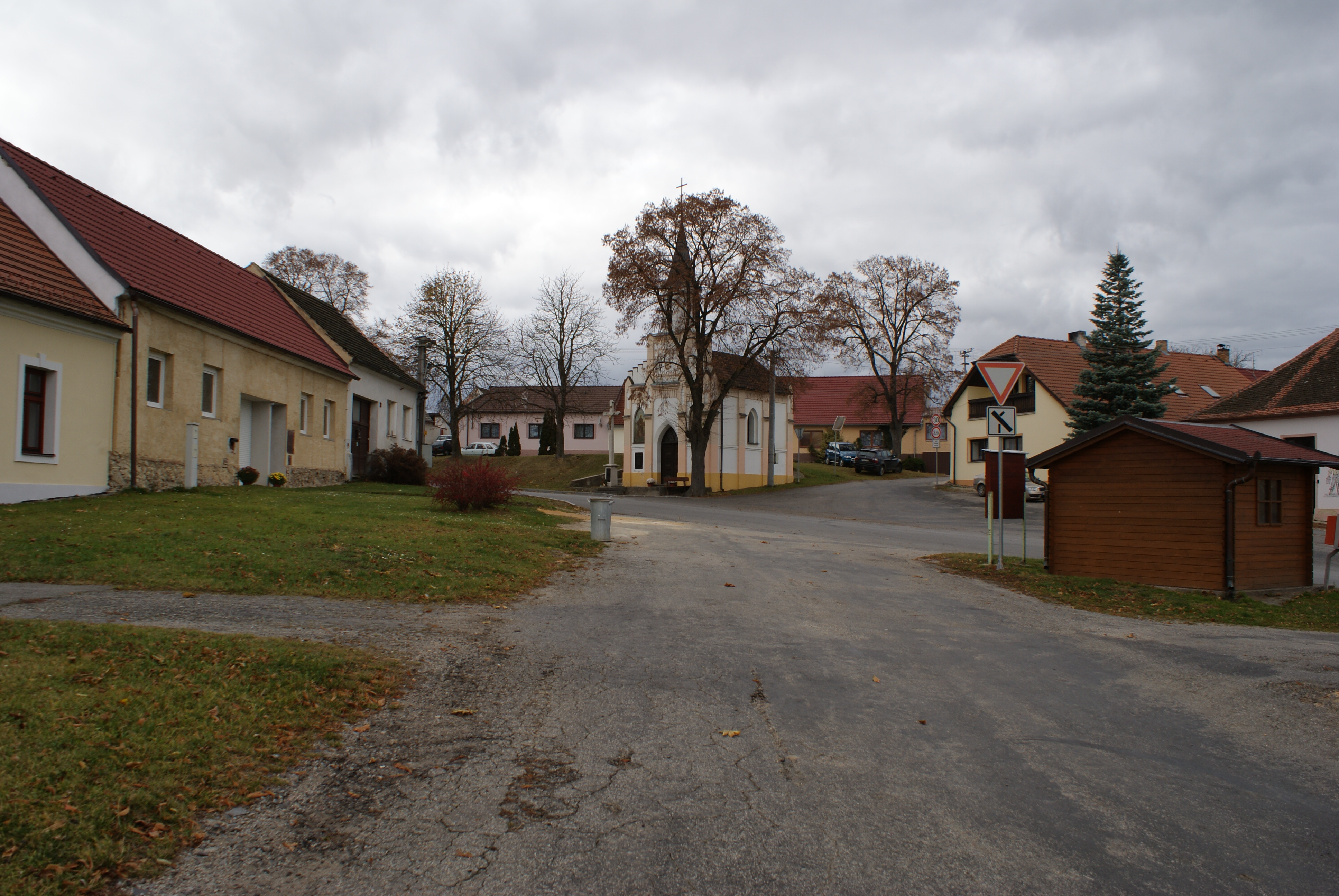
نمایی از منطقه

ستوژیتسه (به چکی: Stožice) یک منطقهٔ مسکونی در جمهوری چک است که در ناحیه ستراکونیتسه واقع شده‌است. ستوژیتسه ۷٫۵۹ کیلومتر مربع مساحت و ۲۸۳ نفر جمعیت دارد و ۴۴۱ متر بالاتر از سطح دریا واقع شده‌است.